# Пеэбо, Сванте
Сва́нте Пе́эбо (Па́або, Пя́эбо, швед. Svante Pääbo; род. 20 апреля 1955, Стокгольм) — шведский биолог, специалист по эволюционной генетике. Лауреат Нобелевской премии по физиологии и медицине (2022).
Член Шведской королевской академии наук (2000), Леопольдины (2001), иностранный член Национальной академии наук США (2004), Французской академии наук (2015) и Лондонского королевского общества (2016), член-корреспондент Хорватской академии наук и искусств (2012).

## Биография
Внебрачный сын биохимика Суне Бергстрёма, лауреата Нобелевской премии по физиологии и медицине (1982), и Карин Пяэбо (1925—2013) — химика-технолога эстонского происхождения. Вырос в Багармоссене. Воспитывался матерью (которая работала лаборанткой в лаборатории его отца), так как у Суне Бергстрёма в это время была другая семья.
Изучал русский язык в Школе переводчиков Шведских вооружённых сил в Уппсале (1975—1976), одновременно в 1975–1977 годах — в Упсальском университете египтологию, коптский язык и историю науки. После окончания медицинской школы Упсальского университета в 1980 году некоторое время работал врачом, а в 1981 году вернулся в Упсальский университет, где поступил в аспирантуру при отделении цитологии. Защитил диссертацию по молекулярной иммунологии (1986). Затем недолго работал в центре молекулярной биологии Цюрихского университета и в Институте изучения рака в Лондоне. В 1987–1990 годах проходил постдокторантуру в Университете Калифорнии в Беркли, в лаборатории Аллана Уилсона, где занимался выделением генетического материала ископаемых и вымерших в новейшее время животных. В 1990–1997 годах — профессор общей биологии в Мюнхенском университете, с 1997 года — директор департамента генетики в институте эволюционной антропологии в Лейпциге.

### Личная жизнь
В своей книге «Неандерталец. В поисках исчезнувших геномов» Пеэбо сделал каминг-аут как бисексуал, при этом написал, что ранее считал себя геем. В 2008 году женился на своей коллеге, американском приматологе и генетике Линде Виджилант, которая привлекла его своим «мальчишечьим обаянием» и с которой воспитывает сына и дочь. Живут в Лейпциге.

## Достижения
Сванте Пеэбо — один из основателей палеогенетики — новой дисциплины, занимающейся исследованием первых людей и гоминид при помощи генетических методов. Начал работу в этой области в 1984 году с изучения древнеегипетских мумий из коллекций европейских музеев, к которым получил доступ через своего преподавателя египтологии. В 1985 году впервые в истории извлёк из мумий генетический материал.
Сообщение группы Пеэбо в 2002 году об открытии так называемого «гена языка» FOXP2 вызвало широкий общественный резонанс и научную дискуссию.
В 2006 году объявил о плане полной расшифровки генома неандертальца. Суть новаторского подхода учёного заключалась в расшифровке митохондриальной ДНК, поскольку, в отличие от сильно фрагментированной и контаминированной бактериальным генетическим материалом архаичной хромосомной ДНК, она намного короче и обнаруживается в виде множественных фрагментов, из которых можно собрать полную последовательность. В феврале 2009 года было объявлено о достижении первых предварительных результатов, и в мае 2010 года они были опубликованы в журнале «Science».
В марте 2010 года группа Пеэбо, изучившая ДНК, извлечённую из фрагмента кости, найденной в Денисовой пещере на Алтае, пришла к выводу о существовании в древности ранее неизвестного вида гоминид — денисовского человека.
В 2016 году группа Пеэбо опубликовала работу, в которой на основании сравнительного анализа геномов почти 2000 людей со всего мира сделан вывод, что было не менее трёх эпизодов скрещивания между неандертальцами и различными группами человека разумного.
В 2022 году «за открытия, касающиеся геномов вымерших гоминин и эволюции человека» учёному присуждена Нобелевская премия по физиологии или медицине.

## Награды и отличия
- 1992 — Премия имени Лейбница
- 1998 — Max Delbrück Medal[англ.]
- 1998 — Член Европейской академии
- 1999 — Carus-Medaille[нем.] Леопольдины

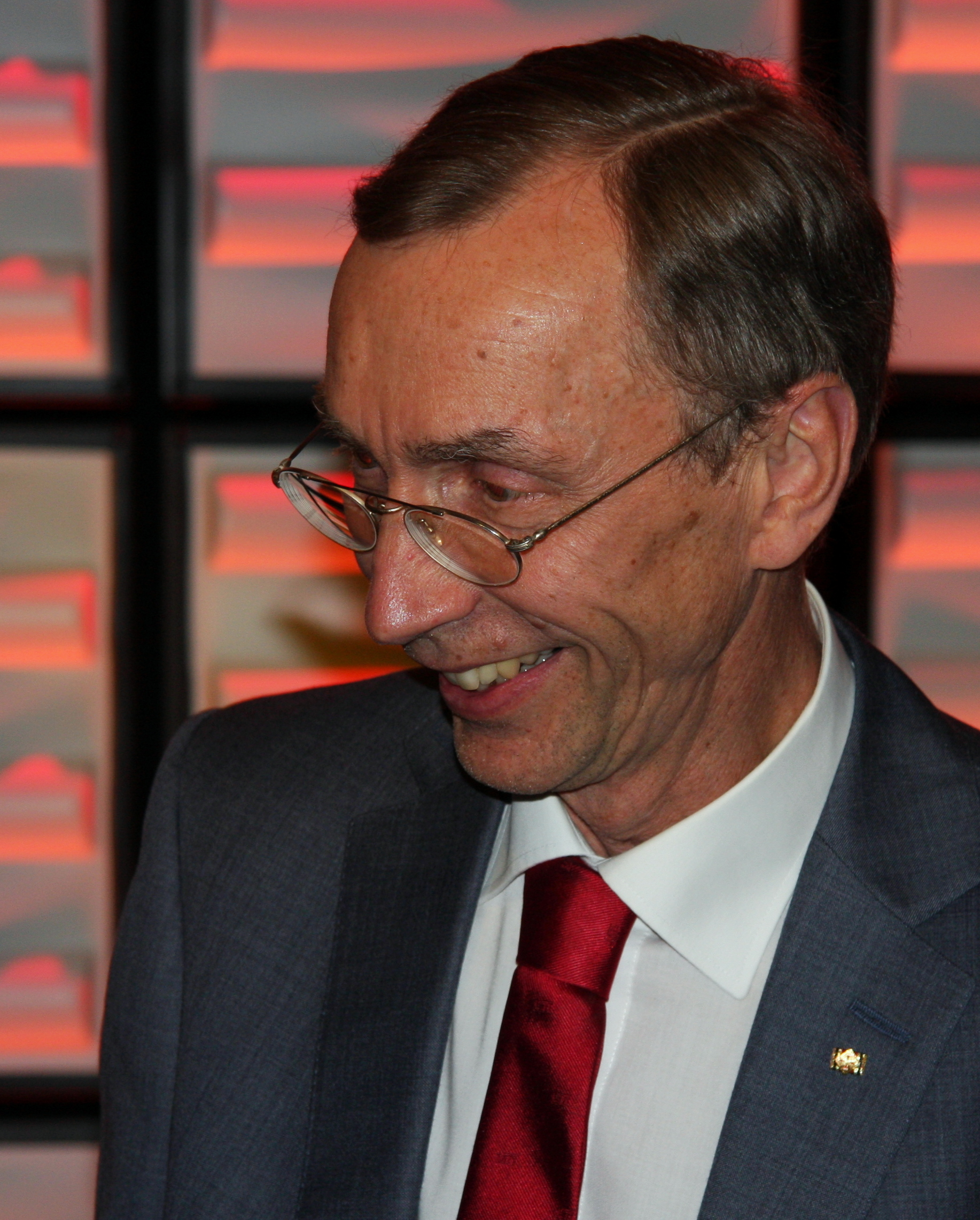
Паабо на Нобелевской конференции 2014 года

- 1999 — Член Берлин-Бранденбургской академии наук
- 2003 — Leipziger Wissenschaftspreis[нем.]
- 2003 — Ernst Schering Prize[англ.] одноимённого фонда
- 2004 — Член Саксонской академии наук
- 2005 — Louis-Jeantet Prize for Medicine[англ.]
- 2008 — орден «За заслуги»
- 2008 — Орден Креста земли Марии 3 степени (Эстония)[21]
- 2009 — Премия Кистлера[англ.]
- 2009 — Большой крест ордена «За заслуги перед Федеративной Республикой Германия»
- 2010 — Newcomb Cleveland Prize[англ.]
- 2011 — Член Американской академии искусств и наук
- 2012 — Золотая медаль Его Величества Короля 12-го размера, на шейной ленте синего цвета
- 2013 — Премия Грубера
- 2014 — Большая золотая медаль имени М. В. Ломоносова «за выдающиеся заслуги в области палеогенетики и археологии»[22]
- 2015 — Почётный доктор Ирландского национального университета в Голуэе
- 2016 — Премия Кэйо[англ.]
- 2016 — Премия за прорыв в области медицины
- 2017 — Премия Дэна Дэвида
- NOMIS Award (2017)[23]
- 2018 — HFSP Nakasone Award[нем.]
- 2018 — Премия принцессы Астурийской
- 2018 — Премия Кёрбера одноимённого фонда
- 2018 — Премия Ниренберга, SIO
- 2019 — Премия Уайли одноимённого фонда
- 2019 — Медаль Дарвина — Уоллеса
- 2020 — Премия Японии
- 2021 — Премия Мэссри
- 2022 — Нобелевская премия по физиологии или медицине
- 2024 — Командор Большого креста ордена Полярной звезды[24]

## Труды
На русском языке
- Сванте Пэабо. Неандерталец. В поисках исчезнувших геномов. — Пер. с англ. Е. Наймарк. — М.: АСТ. Corpus — 2018. — 416 с. — ISBN 978-5-17-091066-3